# 방산 윤정기유적
방산 윤정기유적은 대한민국 전라남도 강진군 도암면에 있다. 2005년 1월 16일 강진군의 향토문화유산 제27호로 지정되었다.

## 개요
방산 윤정기(1814～1879)는 해남 윤씨 항촌파이며 문도공다산 정약용 선생의 외손자이자 제자이며 그의 사상을 가장 잘 이어 받은 대학자이다. 그가 살았던 항촌의 학동은 증조 윤광택(1732～1804, 정재원의 친구), 조부 윤서유(1764～1821, 정약용의 친구), 부친 윤창모(1795～1856, 정약용의 사위)와 어머니(정약용의 딸) 등이 살다간 유적지이다.